# Naccariaceae
Naccariaceae, porodica crvenih algi (Rhodophyta) u redu Bonnemaisoniales. Postoji sedam priznatih vrsta u rodovima  Naccaria (5) i Reticulocaulis (2).